# 毛序楼梯草
毛序楼梯草（学名：Elatostema lasiocephalum）为荨麻科楼梯草属的植物，为中国的特有植物。分布于中国大陆的广西等地，生长于海拔1,350米的地区，一般生于山地密林中，目前尚未由人工引种栽培。

## 外部連結
- Elatostema lasiocephalum in Flora of China @ efloras.org （页面存档备份，存于）